# لینا ماتسوکا
لینا ماتسوکا (انگلیسی: Linah Matsuoka؛ زادهٔ ۳۰ ژانویهٔ ۱۹۸۶) بازیگر اهل ژاپن است.